# Linaria (rodzaj ptaków)
Linaria – rodzaj ptaków z podrodziny łuskaczy (Carduelinae) w rodzinie łuszczakowatych (Fringillidae).

## Zasięg występowania
Rodzaj obejmuje gatunki występujące w Eurazji i Afryce.

## Morfologia
Długość ciała 11–14 cm; masa ciała 11,5–26 g.

## Systematyka

### Etymologia
- Linaria: łac. linaria – makolągwa, od linarius – należąc do lnu, od linum – len[6].
- Agriospiza: gr. αγριος agrios – żyjący na polach, dziki, od αγρος agros – pole; σπιζα spiza – zięba, od σπιζω spizō – ćwierkać[7]. Gatunek typowy: Fringilla flavirostris Linnaeus, 1758.

### Podział systematyczny
Takson wyodrębniony ostatnio z Carduelis. Do rodzaju należą następujące gatunki:
- Linaria flavirostris (Linnaeus, 1758) – rzepołuch
- Linaria cannabina (Linnaeus, 1758) – makolągwa zwyczajna
- Linaria yemenensis (Ogilvie-Grant, 1913) – makolągwa szarogłowa
- Linaria johannis (Clarke, 1919) – makolągwa szara